# Ludwika Szczęsna
Ludwika Szczęsna ou Sœur Clara (Cieszki, 18 juillet 1863 - Cracovie, 7 février 1916) est une religieuse polonaise cofondatrice, avec Józef Sebastian Pelczar des Servantes du Sacré-Cœur de Jésus de Cracovie et reconnue bienheureuse par l'Église catholique. Elle est commémorée le 7 février selon le Martyrologe romain.

## Biographie
Elle reçoit sa formation religieuse auprès des Servantes de Jésus, du capucin Honorat de Biala.
En 1892, Joseph Sébastien Pelczar prend la direction de l'Institut des servantes de Jésus et ouvre à Cracovie un hospice pour les jeunes travailleurs et les domestiques, qui arrivent nombreux en ville dans le but de trouver du travail. Deux ans plus tard, Mgr Pelczar créé un nouvel institut et en attribue la fondation et le développement à Ludwika. 
Mère Claire, en religion, sera à la tête de la Congrégation des Servantes du Sacré-Cœur de Jésus durant 22 ans, ne cessant de la développer et menant une vie exemplaire pour ses religieuses.

## Béatification
- 1994 : ouverture de la cause en béatification
- 20 décembre 2012 : le pape Benoît XVI lui attribue le titre de Vénérable
- 6 juin 2015 : François (pape) reconnaît l'authenticité d'un miracle attribué à l'intercession de la religieuse, approuvant ainsi sa béatification[1].
- 27 septembre 2015 : cérémonie de béatification au sanctuaire Saint-Jean-Paul II de Cracovie, célébrée par le cardinal Angelo Amato, au nom du pape François.

### Liens Externes
- Ressource relative à la religion :   - GCatholic.org
- Notice dans un dictionnaire ou une encyclopédie généraliste :   - Polski Słownik Biograficzny
- Notices d'autorité :   - VIAF
  - GND
  - Pologne
- Bienheureuse Klara (Ludwika) Szczęsna, Religieuse polonaise et cofondatrice des “Servantes du Sacré-Cœur” - l’Évangile au Quotidien
- (pl) Biographie de Ludwika Szczęsna et prières sur le site de la paroisse de Tous les Saints de Brzeziny (Kielce poviat), Morawica